# آئودی اسپورت‌بک نمایشی
آئودی اسپورت‌بک نمایشی (به انگلیسی: Audi Sportback concept) خودرویی است که در سال ۲۰۰۹ تولید شده‌است. طراحی آن موتور جلو و خودرو چهار چرخ محرک بوده است. سیستم جعبه‌دندهٔ آن ۸ دنده به صورت خودکار است. این خودرو یک مدل نمایشی است.